# Valentine Fortin
Valentine Fortin (Toulouse, 24 de abril de 1999) es una deportista francesa que compite en ciclismo en las modalidades de pista y ruta.
Ganó cuatro medallas en el Campeonato Mundial de Ciclismo en Pista, en los años 2022 y 2023, y seis medallas en el Campeonato Europeo de Ciclismo en Pista entre los años 2021 y 2024.
Participó en los Juegos Olímpicos de Tokio 2020, ocupando el séptimo lugar en la prueba de persecución por equipos.

## Medallero internacional
| Campeonato Mundial | Campeonato Mundial       | Campeonato Mundial | Campeonato Mundial      |
| Año                | Lugar                    | Medalla            | Competición             |
| ------------------ | ------------------------ | ------------------ | ----------------------- |
| 2022               | Saint-Quentin (Francia)  | Medalla de plata   | Madison                 |
| 2022               | Saint-Quentin (Francia)  | Medalla de bronce  | Persecución por equipos |
| 2023               | Glasgow (Reino Unido)    | Medalla de plata   | Eliminación             |
| 2023               | Glasgow (Reino Unido)    | Medalla de bronce  | Persecución por equipos |
| Campeonato Europeo |                          |                    |                         |
| Año                | Lugar                    | Medalla            | Competición             |
| 2021               | Grenchen (Suiza)         | Medalla de oro     | Eliminación             |
| 2021               | Grenchen (Suiza)         | Medalla de plata   | Scratch                 |
| 2022               | Múnich (Alemania)        | Medalla de bronce  | Persecución por equipos |
| 2023               | Grenchen (Suiza)         | Medalla de plata   | Eliminación             |
| 2024               | Apeldoorn (Países Bajos) | Medalla de oro     | Madison                 |
| 2024               | Apeldoorn (Países Bajos) | Medalla de bronce  | Ómnium                  |

## Palmarés
2023
- 2 etapas del Tour de Bretaña
- A Travers les Hauts de France
- Gran Premio de Isbergues